# Поцол Гропо
Поцол Гропо (итал. Pozzol Groppo) је насеље у Италији у округу Алесандрија, региону Пијемонт.
Према процени из 2011. у насељу је живело 397 становника. Насеље се налази на надморској висини од 366 м.

## Становништво
| 1931. | 1936. | 1951. | 1961. | 1971. | 1981. | 1991. | 2001. | 2011. |
| ----- | ----- | ----- | ----- | ----- | ----- | ----- | ----- | ----- |
| 910   | 899   | 759   | 645   | 519   | 459   | 419   | 397   | 365   |